# Степановка (Сурский район)
Степановка — опустевшее село в Сурском районе Ульяновской области, входит в состав Лавинского сельского поселения.

## География
Находится на расстоянии примерно 16 километров по прямой на юго-восток от районного центра поселка Сурское.

## История
В 1913 в селе было дворов 172, жителей 928 и молитвенный дом со школой. В поздний советский период работали колхоз «Октябрь» и совхоз «Красногорский».

## Население
Население составляло 1 человек в 2002 году (русской национальности), 0 по переписи 2010 года.